# 子どもの読書活動の推進に関する法律
子どもの読書活動の推進に関する法律（こどものどくしょかつどうのすいしんにかんするほうりつ、平成13年12月12日法律第154号）は、子どもの読書活動の推進に関し、基本理念を定め、ならびに国および地方公共団体の責務等を明らかにするとともに、子どもの読書活動の推進に関する必要な事項を定めることにより、子どもの読書活動の推進に関する施策を総合的かつ計画的に推進し、もって子どもの健やかな成長に資することに関する法律である（第一条）。

## 構成
- 第一条 - 目的
- 第二条 - 基本理念
- 第三条 - 国の責務
- 第四条 - 地方公共団体の責務
- 第五条 - 事業者の努力
- 第六条 - 保護者の役割
- 第七条 - 関係機関等との連携強化
- 第八条 - 子ども読書活動推進基本計画
- 第九条 - 都道府県子ども読書活動推進計画等
- 第十条 - 子ども読書の日
- 第十一条  - 財政上の措置等

## 制定経緯
子どもの読書活動を国を挙げて支援するため、児童文学者で、当時、参議院議員であった肥田美代子の立案により、1993年に超党派による「子どもと本の議員連盟」が設立された。その後、1999年8月に、2000年を「子ども読書年」とする国会決議がなされ、2000年5月には国立国会図書館の支部図書館として国際子ども図書館が開館し、2001年4月には子どもの読書活動に関わる団体に助成を行う「子どもゆめ基金」が創設されるなど、子どもの読書活動を支援するためのしくみが整えられた。「子どもと本の議員連盟」は、1995年に「国際子ども図書館設立推進議員連盟」、さらに2000年の国際子ども図書館の開館を前に「子どもの未来を考える議員連盟」に名称を変更し、2000年12月に「子ども読書活動振興法案作成プロジェクト」を設置して、立法作業に取りかかった。2001年11月に議員立法で「子どもの読書活動の推進に関する法律案」が提出され、同年12月12日に成立、公布・施行された。

## 子ども読書の日
本法律第十条により、子ども読書の日は4月23日と定められている。また、毎年この日に、文部科学省と国立青少年教育振興機構の主催で「子どもの読書活動推進フォーラム」が開催され、読書活動優秀実践団体等に対して文部科学大臣表彰が授与されている。
この条文の主旨に基づき、全国の多くの公共図書館が、子ども読書の日またはその前後に子どもを対象とした読書に関するイベントなどを実施している。